# Уоллега
Уоллега (амх. ወለጋ) — бывшая провинция (регион) Эфиопии, существовавшая в 1942—1994 годах. Располагалась в западной части страны. Столица — город Нэкэмте (Лекэмт).
Провинция Уоллега была образована в 1942 году после освобождения Эфиопии от итальянской оккупации.
По данным 1970 года провинция Уоллега имела следующее административное деление:
| Субпровинции                            | Районы |
| --------------------------------------- | --- |
| 1. Арджо (центр — Арджо)                | 1. Даппо-Хана (центр — Коне) 2. Джимма-Арджо (центр — Арджо) 3. Лека-Дулеча (центр — Гэтэма) 4. Мэко (центр — Мэко) 5. Нуну-Кумба (центр — Нуну-Кумба) 6. Сачи (центр — Сачи) |
| 2. Асоса и Бени-Шангуль (центр — Асоса) | 1. Асоса (центр — Асоса) 2. Беги (центр — Беги) 3. Бени-Шангуль (центр — Мэнджи) |
| 3. Гымби (центр — Гымби)                | 1. Боджи-Дырмэджи (центр — Муклеми) 2. Боджи-Чокорса (центр — Билла) 3. Гымби (центр — Гымби) 4. Джарсо-Гамбель (центр — Сэньо-Гэбэя) 5. Лало-Асаби (центр — Ынанго) 6. Мэнди (центр — Мэнди) 7. Ноле-Каба (центр — Ноле) 8. Нэджо (центр — Нэджо) 9. Хару 10. Ыйра-Гулисо (центр — Гулисо) 11. Юбдо (центр — Юбдо) |
| 4. Келем (центр — Дэмби-Доло)           | 1. Анфило (центр — Муге) 2. Гауо (центр — Кэбе) 3. Гидами (центр — Гидами) 4. Дале и Сэди (центр — Сэди) 5. Джимма-Хоро (центр — Нун) 6. Йемалоге-Уолель (центр — Тэджо) 7. Лало-Кара (центр — Каке) 8. Лало-Кэле (центр — Лало-Кэле) 9. Сэйо (центр — Табор) 10. Хауа-Гэлан (центр — Роб-Гэбэя)                    |
| 5. Нэкэмте (центр — Нэкэмте (Лекэмт))   | 1. Бонэя-Бошэ (центр — Билло) 2. Гобу-Сэйо (центр — Анно) 3. Гудэя-Билла (центр — Гудэя-Билла) 4. Гуто-Гида (центр — Нэкэмте (Лекэмт)) |
| 6. Хоро и Гудуру (центр — Шамбу)        | 1. Аббай-Чомэн (центр — Гэнде) 2. Абе-Донгоро (центр — Тулу-Уаю) 3. Амуру (центр — Фулийо) 4. Гида-Кирэму (центр — Аяна) 5. Гудру (центр — Комбольча) 6. Джарте (центр — Алибо) 7. Джимма-Гэнете (центр — Харэто) 8. Лиму (центр — Гэлила) 9. Хоро (центр — Шамбу) 10. Эбанту-Чэлия (центр — Хинде)                 |

В 1974 году провинция Уоллега была, как и все провинции Эфиопии, преобразована в регион.
В 1994 году после введения нового административного деления Эфиопии регион Уоллега был упразднён, а его территория разделена между Оромией и Бенишангуль-Гумузом.